# 蒙茅斯郡
蒙茅斯郡，是威爾斯東南部的一個郡，源於歷史上的同名的旧蒙茅斯郡，大約佔其固有面積的東部60%。最大的城鎮為阿勃蓋文尼（Abergavenny），其他主要的城鎮有卡爾地括特（Caldicot）、切普斯托（Chepstow）及郡治所在地蒙茅斯。

## 历史
历史上的蒙茅斯郡是根据1535年的《威尔士法》从威尔士边区（Welsh Marches）演变而来，东面与格洛斯特郡（Gloucestershire）接壤，东北与赫里福德郡（Herefordshire）接壤，北面与布雷克诺克郡（Brecknockshire）接壤，西面与格拉摩根（Glamorgan）接壤。1542年的《威爾斯法律法令》再次列舉了威爾斯的各郡，並省略了蒙茅斯郡，意味著該郡不再被視作威爾斯的一部分。然而，此后威尔士已被合并成为英格兰王国的一部分，这种差别并没有什么实际意义。
几个世纪以来，英格兰议会的法案（威尔士在其中有代表权）经常提到 "威尔士和蒙茅斯郡"。然而，1974年4月生效的《1972年地方政府法》确认该郡为威尔士的一部分，同时取消了蒙茅斯郡的行政县及其相关的郡。其大部分地区被转移到一个新的地方政府和礼仪郡，称为格温特郡，其东部和南部的边界与历史上的郡、怀伊河和塞汶河口的边界相同。原蒙茅斯郡的西部五分之二的地方，现在由其他威尔士的单位制政府管理：包括Blaenau Gwent、Torfaen、Caerphilly和Newport。

## 现在的政区
目前的蒙茅斯郡单一管辖区是1996年4月1日成立的，是作为蒙茅斯地区的继承者，与Blaenau Gwent的Llanelly社区一起，这两个地区都是Gwent的地区。该地区使用 "Monmouthshire "而不是 "Monmouth "这个名字是有争议的，得到了Monmouth议员Roger Evans的支持，但遭到了Torfaen议员Paul Murphy的反对（Monmouthshire历史上的郡内，但被重组为一个独立的单一权力机构）。
郡政府在阿斯克的Coleg Gwent, Usk的旧址上建了一座新的议会总部大楼。 2011年9月获得规划许可。 阿斯克的新县政府大厅于2013年启用。
与1974年以前的地区相比，它所涵盖的地区有：前阿贝格文尼和蒙茅斯区、前蒙茅斯城区、前阿贝格文尼农村区、切普斯托和蒙茅斯农村区的农村区、庞蒂普前农村地区，但Llanfrechfa Lower社区除外、和拉纳利教区。